# ولترا (دهانه)
ولترا یک دهانه برخوردی در ماه‌ است.

## دهانه‌های اقماری
این دهانه ۱ دهانه اقماری دارد.
| Volterra | عرض جغرافیایی | طول جغرافیایی | قطر          |
| -------- | ------------- | ------------- | ------------ |
| R        | ۵۶.۲° N       | ۱۲۹.۶° E      | ۳۱.۰ کیلومتر |